# Bernd Wehren
Bernd Wehren (* 16. Januar 1970 in Haltern, heute Haltern am See) ist ein deutscher Grundschullehrer sowie Autor von Schulbüchern und Unterrichtsmaterialien aus Münster.

## Leben
Er wuchs als jüngstes von drei Kindern auf. Seine Eltern besaßen eine Bäckerei. Bernd Wehren spielte von 1980 bis 2004 Handball beim HSC Haltern. Er wurde mit der Schulmannschaft des Halterner Gymnasiums 1985 Deutscher C-Jugend-Handballmeister der Schulen beim Bundesfinale von Jugend trainiert für Olympia in Berlin; 1989 belegte er dort mit der A-Jugend-Handball-Schulmannschaft den 3. Platz.
Bernd Wehren besuchte von 1976 bis 1980 die Marienschule und von 1980 bis 1989 das Gymnasium in Haltern. Von 1990 bis 1995 absolvierte er ein Lehramtsstudium in Münster. Nach einem Referendariat in Bochum unterrichtete er an mehreren Grundschulen. Seit 2000 unterrichtet Bernd Wehren an der Heinrich-Neuy-Grundschule in Steinfurt.

## Leistungen
2006 erschien sein erstes Arbeitsheft für Grundschüler, Das Schreibschrift-Training. Seitdem sind zahlreiche Arbeitshefte, Kopiervorlagen, Unterrichtsmaterialien und Lernspiele von ihm erschienen.

## Schriften
im Auer-Verlag
- Klassenlehrer-Starter-Set – Das Basis-Materialpaket für den Klassenalltag ISBN 978-3-403-06673-6.
- Lesen mit Detektiv Pfiffig – Erstklässler nehmen Bilder und Wörter unter die Lupe ISBN 978-3-403-04576-2; Zweitklässler nehmen Fehlerbilder und Sätze unter die Lupe, ISBN 978-3-403-06240-0; Drittklässler nehmen Mini-Krimis unter die Lupe, ISBN 978-3-403-06127-4; Viertklässler nehmen Kurzkrimis unter die Lupe, ISBN 978-3-403-06350-6.
- Erzählen und Schreiben mit Detektiv Pfiffig 1-2 – Erst- und Zweitklässler lernen mit Puzzlebildern Krimis frei zu schreiben ISBN 978-3-403-06923-2
- Detektiv Pfiffigs Kartenspiel – Wer hat die Lupe versteckt? (Kartenspiel) ISBN 978-3-403-06365-0.
- Meine ersten eigenen Texte 1 (Arbeitsheft, erste Klasse) ISBN 978-3-12-006132-8.
- Meine ersten eigenen Bildgeschichten 3 (Arbeitsheft, dritte Klasse) ISBN 978-3-12-006334-6.
- Rätselhafte Punkt-zu-Punkt-Bilder – Spielerisch Lesen und Schreiben üben in drei Schwierigkeitsstufen  ISBN 978-3-403-04891-6.
- Vom Hören zum Schreiben – vom Laut zum Satz – Materialien für die erste Klasse in drei Differenzierungsstufen ISBN 978-3-403-06341-4.
- Buchstaben und Zahlen entdecken – Spiele, Materialien und Tipps für den Anfangsunterricht ISBN 978-3-403-06926-3

im Persen-Verlag
- Der Bleistift-Führerschein (einschl. Klassensatz farbiger Führerscheine) ISBN 978-3-8344-3520-0.
- Klassensatz farbiger Bleistift-Führerscheine ISBN 978-3-8344-3521-7.
- Der Schulranzen-Führerschein: Arbeitsblätter zur Ordnung im Schulranzen (einschl. Klassensatz farbiger Führerscheine) ISBN 978-3-8344-3760-0.
- Klassensatz farbiger Schulranzen-Führerscheine ISBN 978-3-8344-3762-4.
- Kennst du Deutschland? Bundesländer, Städte, Flüsse und Gebirge (Kartenspiel) ISBN 978-3-8344-0351-3.
- Wortarten-Quartett (Kartenspiel) ISBN 978-3-8344-0346-9.
- Zahlen-Quiz: rechnen, raten und kombinieren (Kartenspiel) ISBN 978-3-8344-0347-6.
- Das Schreibschrift-Training (Arbeitsheft für Schüler in VA, LA und SAS) ISBN 978-3-8344-3628-3 (= VA) ISBN 978-3-8344-3626-9 (= LA) ISBN 978-3-8344-3625-2 (= SAS)
- Das Druckschrift-Training: schöner schreiben – besser lesen ISBN 978-3-8344-3759-4.
- Kleine Spiele – Sport schnell griffbereit ISBN 978-3-8344-3247-6.
- Große Spiele – Sport schnell griffbereit ISBN 978-3-403-23094-6.
- Der Uhren-Führerschein (einschl. Klassensatz farbiger Führerscheine) ISBN 978-3-8344-3056-4.
- Klassensatz farbiger Uhren-Führerscheine ISBN 978-3-8344-3057-1.
- Der Nadel-und-Faden-Führerschein (einschl. Klassensatz farbiger Führerscheine) ISBN 978-3-403-23107-3.
- Klassensatz farbiger Nadel-und-Faden-Führerscheine ISBN 978-3-403-23112-7.

im Mildenberger-Verlag:
- Lesen- und Schreibenlernen mit Sudoku – Differenzierte Silben-Sudokus (1./2. Klasse) ISBN 978-3-619-14220-0; 2.–6. Klasse, ISBN 978-3-619-14221-7.
- Lesen- und Rechtschreibenlernen mit Sudoku – Differenzierte Wörter-Sudokus (3.–8. Klasse) ISBN 978-3-619-14222-4.
- Die große Deutsch-Schatzkiste – Über 150 Kopiervorlagen zum Lesen, Schreiben, Erzählen und Rätseln im Deutschunterricht ISBN 978-3-619-14225-5.
- Minigolf im Sportunterricht – Spannende Minigolf-Bahnen zum einfachen Nachbauen und schnellen Spielen ISBN 978-3-619-02110-9.
- Die pfiffige Kartenspiel-Kiste Deutsch (sechs Kartenspiele) ISBN 978-3-619-14226-2.
- Die pfiffige Kartenspiel-Kiste Mathematik (sechs Kartenspiele) ISBN 978-3-619-15226-1.
- Die Einmaleinsuhr – Das kleine und große Einmaleins spielerisch lernen ISBN 978-3-619-01568-9.

im Brigg-Pädagogik-Verlag:
- Der Erstklässler-Führerschein – Mit neun Selbstlern-Übungsheften erfolgreich durch das erste Schuljahr (einschl. Klassensatz farbiger Führerscheine) ISBN 978-3-87101-683-7.
- Klassensatz farbiger Erstklässler-Führerscheine ISBN 978-3-87101-684-4.
- Der Flüster-Führerschein – für eine ruhige und friedliche Atmosphäre in Klassenzimmer und Schule (einschl. Klassensatz farbiger Führerscheine) ISBN 978-3-87101-434-5.
- Klassensatz farbiger Flüster-Führerscheine ISBN 978-3-87101-458-1.
- Der Zeichengeräte-Führerschein – Übungsmaterial zu Lineal, Geodreieck und Zirkel (einschl. Klassensatz farbiger Führerscheine) ISBN 978-3-87101-547-2.
- Klassensatz farbiger Zeichengeräte-Führerscheine ISBN 978-3-87101-548-9.
- 25 Schmuckblätter für jeden Anlass ISBN 978-3-87101-549-6.
- Rätselhafte Lese-Labyrinthe – Spielerisch lesen und schreiben in 3 Schwierigkeitsstufen ISBN 978-3-87101-606-6.
- Rätselhafte Puzzle-Bilder – Spielerisch erzählen, schreiben und lesen in 3 Schwierigkeitsstufen ISBN 978-3-87101-750-6.
- Rätselhafte Wörter-Suchsel – Spielerisch den Grundwortschatz von A bis Z festigen ab Klasse 2 ISBN 978-3-87101-837-4.
- Der Fitness-Führerschein – Für mehr Beweglichkeit, Ausdauer und Leistungsfähigkeit (einschl. Klassensatz farbiger Führerscheine) ISBN 978-3-87101-746-9.
- Klassensatz farbiger Fitness-Führerscheine ISBN 978-3-87101-747-6.
- Der Einmaleins-Führerschein – Zum Verstehen, Üben und Festigen des kleinen Einmaleins (einschl. Klassensatz farbiger Führerscheine) ISBN 978-3-87101-851-0.
- Klassensatz farbiger Einmaleins-Führerscheine ISBN 978-3-87101-852-7.

im Kohl-Verlag
- Sudokus entdecken in KiGa und Grundschule ISBN 978-3-86632-350-6.
- Wortstarke Bilder zum Erzählen und Schreiben ISBN 978-3-86632-367-4.
- Teilbilder zum Suchen & Malen – Das Entdecker-Erfinder-Buch ISBN 978-3-86632-474-9.

im Lernspielkiste-Verlag
- Schätz mal! (Kartenspiel)
- Wo ist der verflixte Schatz? (Kartenspiel)
- Zahlen-Jäger (Kartenspiel)
- Buchstaben-Jäger (Kartenspiel)
- Wörter-Jäger (Kartenspiel)
- Wörterbuch-Kartenspiele
- Rechtschreib-Quiz (Kartenspiel)
- Fehler-Jäger – Mathematik 1. Klasse Addition. 1. Klasse Subtraktion (Kartenspiele)
- Fehler-Jäger – Deutsch 1: Buchstaben-Auslassungen; 2: Buchstaben-Vertauschungen; 3: Lauttreue Fehlerwörter; 4: Groß- und Kleinschreibung (Kartenspiele)
- Wortfelder – Mau Mau Nomen; Verben; Adjektive (Kartenspiele)
- Laut-Jäger (Kartenspiel)
- Silben-Blitz (Kartenspiel)
- der-die-das – Jäger (Kartenspiel)
- Tresorknacker (Kartenspiel)
- Wortart-ärgere-mich-nicht (Brettspiel)
- Das Lesetraining mit den Abc-Wimmelbildern (Buch) ISBN 978-3-939205-10-4.
- Die Kleine 1x1-Gummiband-Lerntafel (Lernmittel)
- Die Große 1x1-Gummiband-Lerntafel (Lernmittel)
- Rechendominos – 11 Dominos für das Rechnen im Zahlenraum von 0 bis 100 (Kartenspiel)
- Laut für Laut zu Wort – Arbeitsblätter zum Lesen- und Schreibenlernen nach der Anlautmethode mit der Klammer-Anlauttabelle (Buch) ISBN 978-3-939205-11-1
- Die farbige Klammer-Anlauttabelle (Lernmittel)